# The Editorial Office
The Editorial Office (auch Redaktsiya) ist ein Filmdrama und eine Medien- und Politsatire von Roman Bondartschuk. Die Koproduktion der Ukraine, Deutschland, Slowakei und Tschechien feierte im Februar 2024 bei den Internationalen Filmfestspielen in Berlin ihre Premiere.

## Handlung
Der 27-jährige Biologe Yura führt ein beschauliches Provinzleben, lebt noch bei seiner Mutter und arbeitet in einem Naturkundemuseum. Als Yura auf der Suche nach einer vom Aussterben bedrohten Murmeltierart ist, die in der  südukrainischen Steppe lebt, wird er Zeuge eines Brandanschlags und macht Fotos davon. Er versucht die Wahrheit ans Licht und ein Unrecht an die Öffentlichkeit zu bringen. Nachdem sein Kollege Mykhailo verschwunden ist und das Museum wenig Interesse an den Bränden zeigt, bringt er seine Beweise zu einer Lokalzeitung. Der Redakteur bietet Yura einen Job an, auch wenn er eigentlich kein Journalist ist. Yuras Geschichte von der Brandstiftung wird jedoch immer wieder zurückgedrängt.
Yuras Mutter, eine arbeitslose 50-jährige Tourismusmanagerin, hat nach der Werbung für eine neue Kryptowährungen und dem Besuch eines Seminars bei einem US-amerikanischen Coach ihr ganzes Erspartes in diese Währung gesteckt. Sie hofft, damit schnell reich zu werden. Der Freund seiner Mutter ist der Parteigänger Ruslan.

## Produktion

### Regie, Drehbuch und Filmschnitt

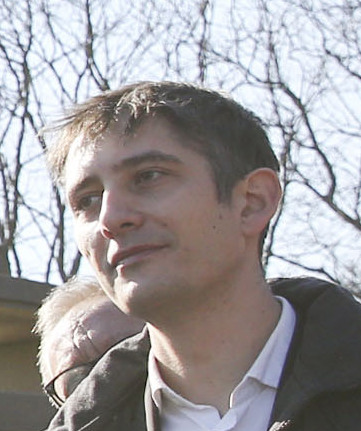
Regisseur Roman Bondartschuk

Regie führte Roman Bondartschuk. Dessen Dokumentarfilm Ukrainian Sheriffs von 2015 wurde bei der Oscar-Verleihung von der Ukraine als bester fremdsprachiger Film eingereicht. Sein Spielfilmdebüt Vulkan aus dem Jahr 2018 feierte beim Karlovy Vary Film Festival seine Premiere. The Editorial Office ist eine Medien- und Politsatire mit Science-Fiction-Elementen und Bondarchuks zweiter Spielfilm. Wie bei Vulkan arbeitete der Regisseur auch bei The Editorial Office für das Drehbuch mit seiner Mutter Alla Tjutjunnik zusammen. Sie ist als Journalistin tätig, was Bondartschuk dazu brachte, seinen zweiten Spielfilm zu diesem Thema zu drehen.
Über den Süden der Ukraine, wo auch Cherson liegt, wo der Film spielt und gedreht wurde, erklärt der Regisseur, dieser Teil des Landes habe ihn schon immer fasziniert: „Es ist eine Art Niemandsland zwischen der Krim und dem Festland der Ukraine. Ich bin dort aufgewachsen.“ In dieser zeit habe er miterlebt, wie Nachrichten entstehen und sie einfach erfunden werden können.
The Editorial Office ist dem Filmeditor Wiktor Onysko gewidmet, der während eines Kampfeinsatzes im Russisch-ukrainischen Krieg sein Leben verlor. Seine Arbeit wurde von Nikon Romantschenko und der deutschen Filmeditorin Heike Parplies fertiggestellt, mit der Bondarchuk bereits für sein Debüt Vulkan zusammenarbeitete.

### Besetzung, Filmförderung und Dreharbeiten
Hauptdarsteller Dmytro Bahnenko wurde in Cherson geboren und lebte dort bis zu seinem 29. Lebensjahr. Von 2018 bis 2022 arbeitete er als Redakteur und in der Videoproduktion für die Medienplattform Upwards („Вгору“). Im Jahr 2022 drehte er mit dem BBC World Service den Dokumentarfilm Occupied in dem seine Familie über die Zeit der Besetzung von Cherson durch russische Truppen erzählt. In The Editorial Office debütiert Bahnenko als Schauspieler. Rimma Zyubina spielt Yuras Mutter, eine 50-jährige arbeitslose Tourismusmanagerin. Andrii Kyrylchuk spielt deren Freund Ruslan, der beste Verbindungen zu Politik und Verwaltung hat. Serhij Stepanskyj spielt Anton. In Bondarchuks Debüt Vulkan war er in der Hauptrolle zu sehen. Schanna Ozirna spielt Yuras prinzipientreue und unzufriedene Kollegin Lera.
Der Film erhielt von der Mitteldeutschen Medienförderung eine Nachwuchsförderung in Höhe von 120.000 Euro und von Eurimages eine Produktionsförderung in Höhe von 140.000 Euro.
Der Film wurde kurz vor der russischen Invasion in Cherson gedreht. Als Kameramann fungierte Wadym Ilkow.

### Filmmusik und Veröffentlichung
Die Filmmusik komponierte Anton Baibakow, der zuletzt für den Kurzfilm Waking Up in Silence von Mila Schluktenko und Daniel Asadi Faezi tätig war. 
Die Weltpremiere des Films fand am 16. Februar 2024 bei den Internationalen Filmfestspielen in Berlin statt, wo er in der Sektion Forum gezeigt wurde. Im Mai 2024 wurde The Editoria beim Marché du film vorgestellt. Im Juli 2024 wurde der Film beim Galway Film Fleadh gezeigt und im August 2024 beim Sarajevo Film Festival. Anfang Oktober 2024 wurde er beim Filmfest Hamburg vorgestellt. Im Januar 2025 wird The Editorial Office beim Göteborg International Film Festival gezeigt.

## Rezeption

### Kritiken
Catherine Bray schreibt in ihrer Kritik für Variety, The Editorial Office fange das Gefühl ein, in einem absurden Kreislauf der Korruption gefangen zu sein, ohne die Möglichkeit eines kathartischen Moments des Sieges und ohne Helden. So erscheine die Wahl eines Murmeltiers als Motiv treffend, da das kleine Nagetier dank der Bill-Murray-Komödie Und täglich grüßt das Murmeltier in der Popkultur vor allem mit Wiederholungen bis hin zum Wahnsinn assoziiert wird. Auch Richard Bachs allegorische Novelle Die Möwe Jonathan tauche überall als Referenz auf. Yura sei Jonathan, die Möwe, die lebt, um zu fliegen, während die anderen eher überleben als leben.

### Auszeichnungen
Leeds International Film Festival 2024
- Nominierung im Constellation Competition[16]

Sarajevo Film Festival 2024
- Nominierung für das Heart of Sarajevo[17]